# Bruno Martins Indi
Rolando Maximiliano "Bruno" Martins Indi (født 8. februar 1992 i Barreiro, Portugal) er en portugisisk født hollandsk fodboldspiller (midterforsvarer/venstre back). 
Han spiller hos Stoke City i England, som han har repræsenteret siden 2015. Tidligere har han spillet i Æresdivisionen hos Feyenoord og i Portugal hos FC Porto. Han fik sin seniordebut den 19. august 2010 i en Europa League-kvalifikationskamp for Feyenoord mod KAA Gent. 

## Landshold
Martins Indi står (pr. april 2018) noteret for 34 kampe og to scoringer for Hollands landshold, som han debuterede for 15. august 2012 i en venskabskamp mod ærkerivalerne Belgien. Han var en del af den hollandske trup til VM i 2014 i Brasilien.
I sine ungdomsår repræsenterede Martins Indi desuden Holland på både U/17-, U/19- og U/21-holdene.